# Monument à Mozart
Le Monument à Mozart  (en allemand : Mozart-Denkmal, « Monument Mozart ») est un monument comportant une statue en marbre de Lasa représentant le musicien Wolfgang Amadeus Mozart.

## Historique
Réalisé en 1896 par l'architecte Karl König et le sculpteur Viktor Tilgner, il a été inauguré le 8 avril de cette même année et se trouve dans le Burggarten de Vienne, en Autriche, depuis 1953 après avoir été placé sur l'Albertinaplatz,.

Quelques photos du Monument à Mozart.
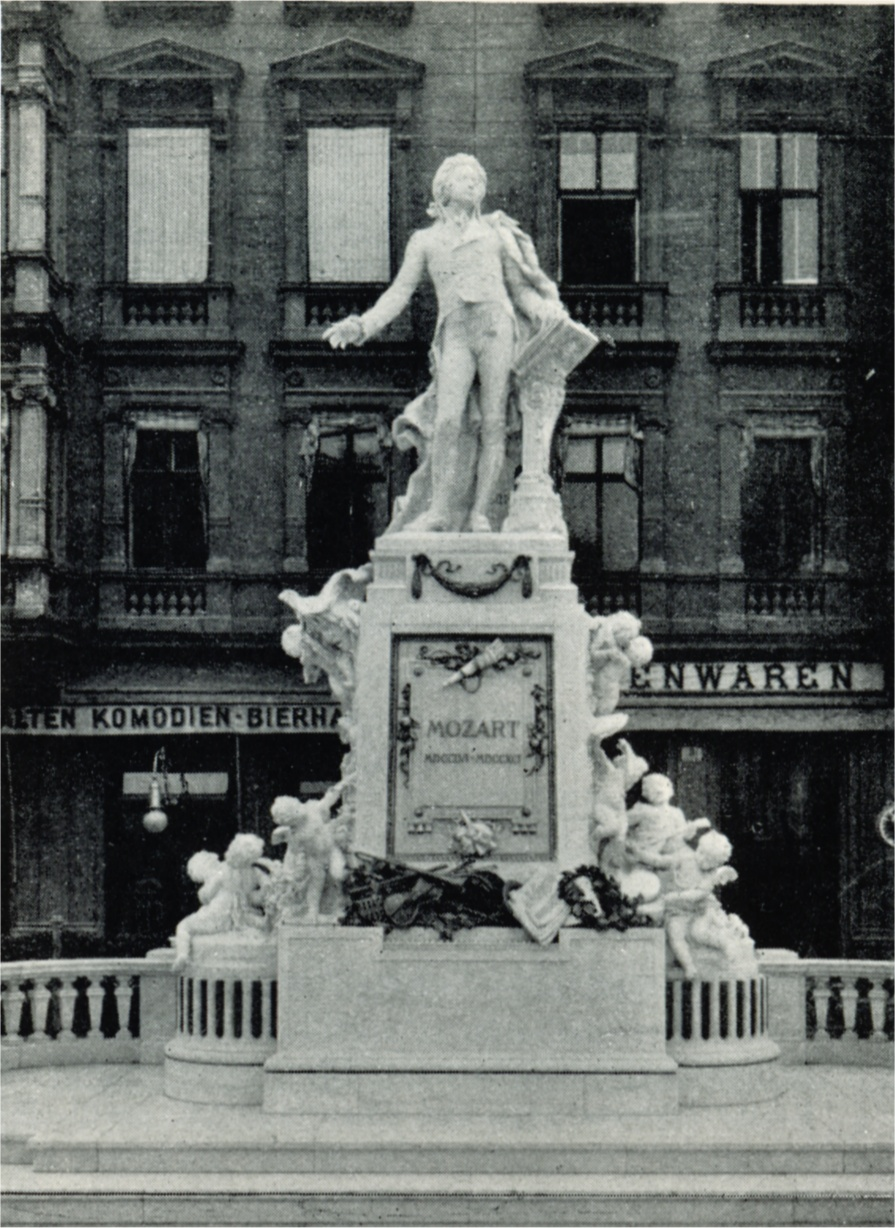
Le monument sur l'actuelle Albertinaplatz (vers 1900).
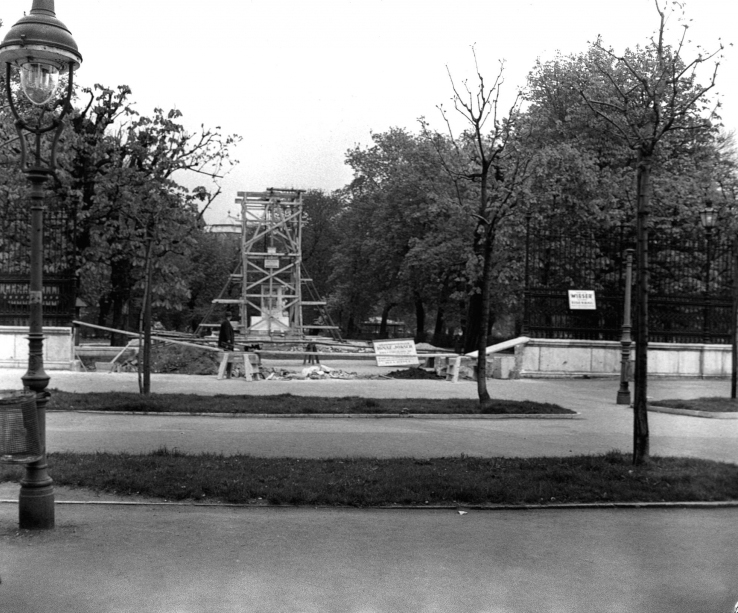
Le piédestal installé dans le Burggarten (avril 1953).
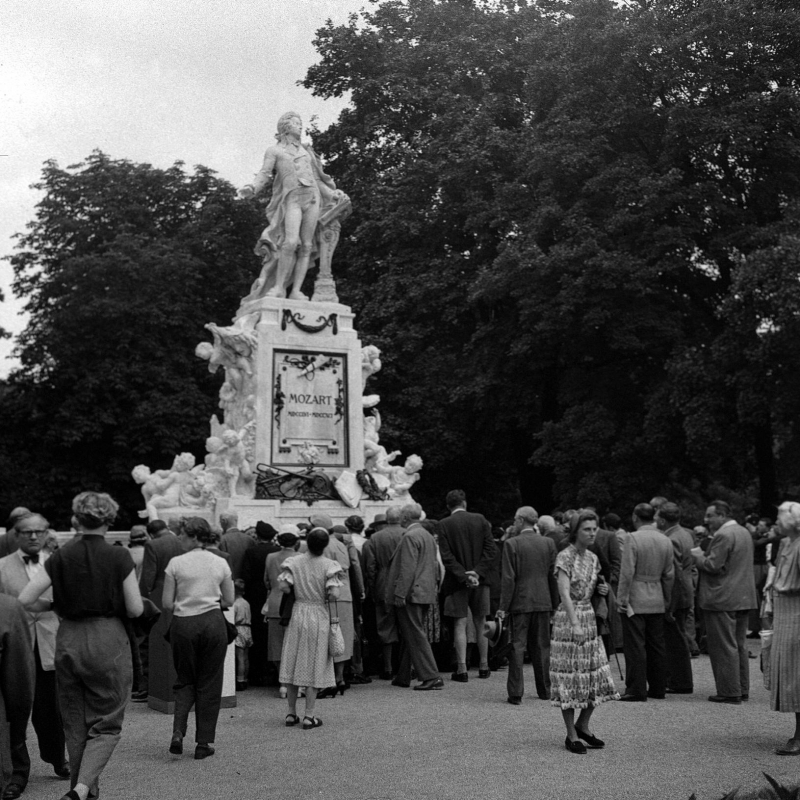
Le monument érigé (juin 1953).
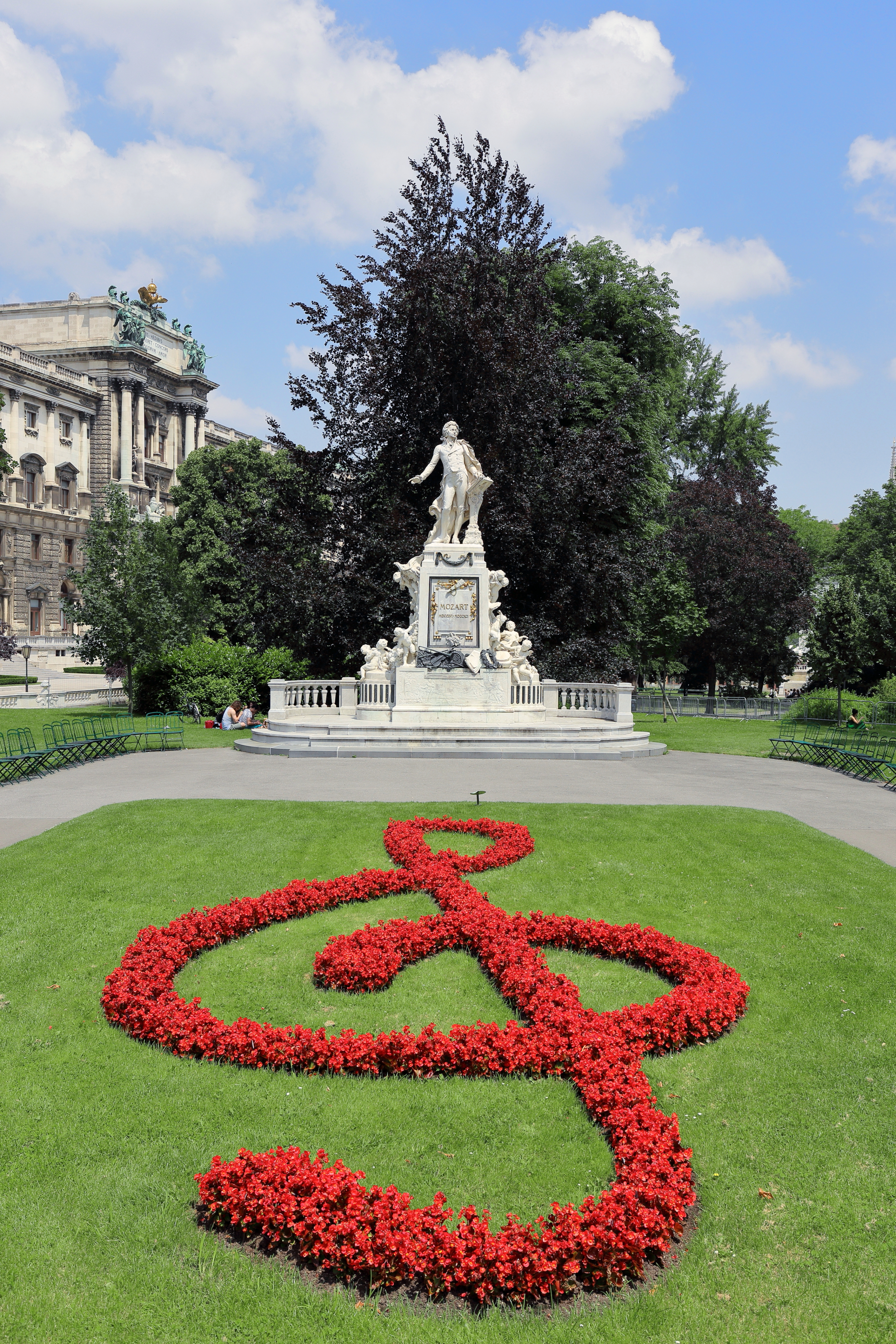
Parterre devant la statue.
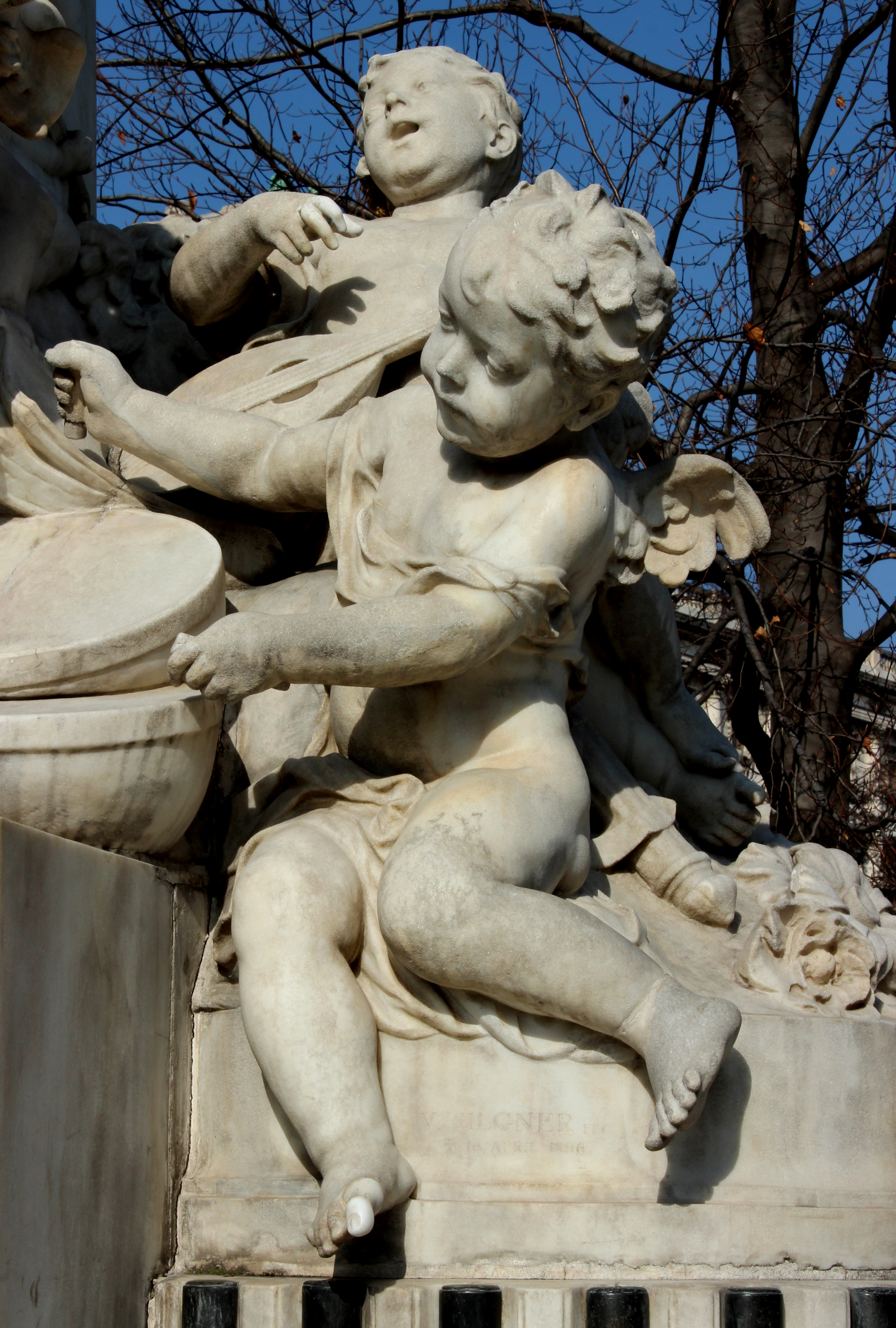
Détail.
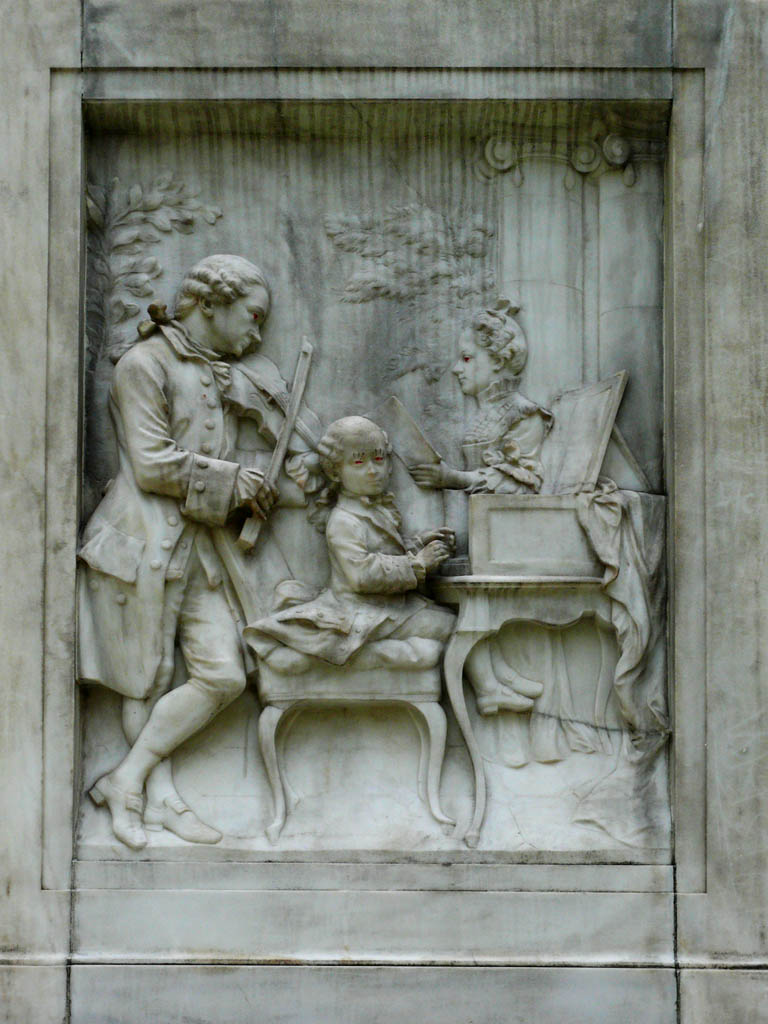
Relief sur l'arrière.